# الدوري البحريني الممتاز
الدوري البحريني الممتاز كما يسمى دوري ناصر بن حمد الممتاز هو الدوري الرئيسي لكرة القدم في البحرين. أُقيمت أول بطولة عام 1957، وتقام البطولة حالياً بين 12 ناديًا.
يتأهل صاحب المركز الأول للمشاركة في المباريات الفاصلة المؤهلة لدوري أبطال آسيا في حين يتأهل صاحب المركز الثاني مباشرة لكأس الاتحاد الآسيوي.

## طريقة اللعب
عشرة أندية تلعب ضد بعضها مباراتين بإجمالي المباريات للفريق ثمانية عشر مباراة لتحديد بطل الدوري. مع أن المباريات تلعب على طريقة الذهاب والإياب إلا أن المباريات تلعب جميعها على أربع ملاعب وهي: استاد البحرين الوطني وملعب مدينة خليفة الرياضية وملعب الأهلي ستاد المحرق.
يلعب الفريق الذي يحتل المركز قبل الأخير في الدوري الممتاز مع الفريق الذي يحتل وصيف دوري الدرجة الثانية البحريني لتحديد الفريق الذي سيلعب في الدرجة الأولى في الموسم القادم.

## الأندية المشاركة في موسم 2024-25
| الفريق        | المحافظة |
| ------------- | -------- |
| المنامة       | العاصمة  |
| الرفاع        | الجنوبية |
| الخالدية      | الجنوبية |
| الرفاع الشرقي | الجنوبية |
| الشباب        | الشمالية |
| الأهلي        | العاصمة  |
| المالكية      | الشمالية |
| المحرق        | المحرق   |
| عالي          | الشمالية |
| النجمة        | العاصمة  |
| البحرين       | المحرق   |
| سترة          | العاصمة  |

## دمج الأندية
في عام 2002 تم دمج مجموعة من الأندية معا حسب التالي:
| الفريق الجديد | الفرق المندمجة                                               | الملاحظات                                                                            |
| ------------- | ------------------------------------------------------------ | ------------------------------------------------------------------------------------ |
| البحرين       | البحرين - الخليج                                             |                                                                                      |
| الرفاع        | الرفاع الغربي - الزلاق                                       |                                                                                      |
| النجمة        | الهلال - القادسية - رأس رمان - العربي - الوحدة - النبيه صالح | انسحب النبيه صالح من الفريق الجديد في 2009 يطالب القادسية بالانسحاب من الفريق الجديد |
| الساحل        | الحد - قلالي                                                 | انسحب قلالي من الفريق الجديد في 2005 انسحب الحد من الفريق الجديد في 2009             |
| التضامن       | بوري - كرزكان - الهملة - اتحاد الريف - دمستان                | انسحب اتحاد الريف من الفريق الجديد في 2005                                           |
| الشباب        | الديه - السنابس - جد حفص - النعيم - كرانة - السهلة - كرباباد | انسحاب كرانة من الفريق الجديد في 2009                                                |
| الاتفاق       | العربي - مقابة - بني جمرة                                    | مقابة انسحب من الفريق الجديد في 2006 انسحب بني جمرة من الفريق الجديد في 2006         |

## قائمة الأبطال
- 1956-1957: المحرق
- 1957-1958: المحرق
- 1958-1959: النصر
- 1959-1960: المحرق
- 1960-1961: المحرق
- 1961-1962: المحرق
- 1962-1963: المحرق
- 1963-1964: المحرق
- 1964-1965: المحرق
- 1965-1966: المحرق
- 1966-1967: المحرق
- 1967-1968: البحرين
- 1968-1969: الأهلي
- 1969-1970: المحرق
- 1970-1971: المحرق
- 1971-1972: نادي الأهلي
- 1972-1973: المحرق
- 1973-1974: المحرق
- 1974-1975: العربي
- 1975-1976: المحرق
- 1976-1977: الأهلي
- 1977-1978: البحرين
- 1978-1979: الحالة
- 1979-1980: المحرق
- 1980-1981: البحرين
- 1981-1982: الرفاع الغربي
- 1982-1983: المحرق
- 1983-1984: المحرق
- 1984-1985: البحرين
- 1985-1986: المحرق
- 1986-1987: الرفاع الغربي
- 1987-1988: المحرق
- 1988-1989: البحرين
- 1989-1990: الرفاع الغربي
- 1990-1991: المحرق
- 1991-1992: المحرق
- 1992-1993: الرفاع الغربي
- 1993-1994: الرفاع الشرقي
- 1994-1995: المحرق
- 1995-1996: الأهلي
- 1996-1997: الرفاع الغربي
- 1997-1998: الرفاع الغربي
- 1998-1999: المحرق
- 1999-2000: الرفاع الغربي
- 2000-2001: المحرق
- 2001-2002: المحرق
- 2002-2003: الرفاع
- 2003-2004: المحرق
- 2004-2005: الرفاع
- 2005-2006: المحرق
- 2006-2007: المحرق
- 2007-2008: المحرق
- 2008-2009: المحرق
- 2009-2010: الأهلي
- 2010-2011: المحرق
- 2011-2012: الرفاع
- 2012-2013: البسيتين
- 2013-2014: الرفاع
- 2014-2015: المحرق
- 2015–2016: الحد
- 2016–2017: المالكية
- 2017-2018: المحرق
- 2018-2019: الرفاع
- 2019-2020: الحد
- 2020-2021: الرفاع
- 2021-2022: الرفاع
- 2022-2023: الخالدية
- 2023-2024: الخالدية
- 2024-2025: المحرق

## الأبطال
| النادي                        | عدد مرات الفوز بالبطولة |
| ----------------------------- | ----------------------- |
| المحرق                        | 35                      |
| الرفاع (7 باسم الرفاع الغربي) | 14                      |
| البحرين                       | 5                       |
| الأهلي                        | 5                       |
| الخالدية                      | 2                       |
| الحد                          | 2                       |
| النصر                         | 1                       |
| النجمة (سابقًا العربي)         | 1                       |
| الحالة                        | 1                       |
| الرفاع الشرقي                 | 1                       |
| البسيتين                      | 1                       |
| المالكية                      | 1                       |
| المنامة                       | 1                       |

## الهدافين
| السنة     |                                        | الهداف                        | الفريق         | الأهداف |
| 2003-2004 | البحرين · البحرين                      | دعيج ناصر يوسف زويد           | المحرق         | 14      |
| 2004-2005 | البحرين                                | سلمان عيسى                    | الرفاع         | 15      |
| 2005-2006 | البحرين                                | جيسي جون                      | الأهلي         | 17      |
| 2006-2007 | البرازيل                               | ريكو                          | المحرق         | 25      |
| 2007-2008 | البحرين                                | جيسي جون                      | المحرق         | 24      |
| 2008-2009 | البحرين                                | عبد الرحمن مبارك              | الرفاع         | 14      |
| 2009-2010 | البرازيل                               | ريكو                          | المحرق         | 17      |
| 2010-2011 | البرازيل · البحرين                     | دييغو سيلفا عبد الرحمن مبارك  | الأهلي الرفاع  | 13      |
| 2011-2012 | البحرين                                | أحمد الختال                   | الحالة         | 14      |
| 2012-2013 | السعودية                               | محمد علي الشمراني             | المنامة        | 10      |
| 2013-2014 | البحرين                                | حسين علي                      | المنامة        | 4       |
| 2014-2015 | البحرين                                | إسماعيل عبد اللطيف            | المحرق         | 16      |
| 2016-2015 | البحرين                                | محمد الرميحي                  | الحد           | 7       |
| 2016-2017 | البرازيل · جمهورية الكونغو الديمقراطية | إيفرتون دوريس سالامو          | المنامة المحرق | 11      |
| 2017-2018 | نيجيريا                                | أوتشي أغبا                    | الحد           | 18      |
| 2018-2019 | نيجيريا                                | مامادو درامي                  | النجمة         | 14      |
| 2020-2019 | البحرين                                | كميل الأسود                   | المنامة        | 14      |
| 2021-2020 | البحرين                                | مهدي عبد الجبار               | المنامة        | 12      |
| 2022-2021 | البحرين                                | مهدي عبد الجبار               | المنامة        | 17      |
| 2023-2022 | البحرين                                | مهدي الحميدان                 | الخالدية       | 12      |
| 2024-2023 | البرازيل                               | إديمار ريبيرو دا كوستا جونيور | النجمة         | 17      |
| 2025-2024 | البرازيل                               | إديمار ريبيرو دا كوستا جونيور | المحرق         | 15      |